# Ramshultegölen
Ramshultegölen är en sjö i Oskarshamns kommun och Västerviks kommun i Småland och ingår i Marströmmens huvudavrinningsområde. Sjön har en area på 0,135 kvadratkilometer och ligger 28,8 meter över havet. Sjön avvattnas av vattendraget Ramnebäcken.

## Delavrinningsområde
Ramshultegölen ingår i det delavrinningsområde (637729-153637) som SMHI kallar för Utloppet av Stora Ramm. Medelhöjden är 45 meter över havet och ytan är 16,67 kvadratkilometer. Det finns inga avrinningsområden uppströms utan avrinningsområdet är högsta punkten. Ramnebäcken som avvattnar avrinningsområdet har biflödesordning 2, vilket innebär att vattnet flödar genom totalt 2 vattendrag innan det når havet efter 9,2 kilometer. Avrinningsområdet består mestadels av skog (86 procent). Avrinningsområdet har 1,21 kvadratkilometer vattenytor vilket ger det en sjöprocent på 7,3 procent.